# Agathosma aemula
Agathosma aemula är en vinruteväxtart som beskrevs av Schlechter. Agathosma aemula ingår i släktet Agathosma och familjen vinruteväxter. Inga underarter finns listade i Catalogue of Life.